# 杰玛·比兹沃斯
杰玛·比兹沃斯（英語：Gemma Beadsworth，1987年7月17日—），出生於西澳大利亞州的首府珀斯，澳大利亞女子水球运动员，司職中鋒。她亦是澳大利亞國家女子水球隊的成員，曾代表國家參加2008年北京及2012年倫敦奧運會，兩度奪得銅牌；此外，她又曾代表國家贏得2007年世界游泳錦標賽水球比賽亞軍，以及2006年女子水球世界盃冠軍。

## 簡歷

### 早年及出道
杰玛·比兹沃斯自八、九歲起接觸水球運動，起初只是跟兄長在梅爾維爾水球會（英語：Melville Water Polo Club）玩（一種改良版本的水球）；到12歲時才在全國分齡錦標賽中首次參加正式比賽。
比兹沃斯自青年隊時期就開始代表澳大利亞出席國際賽。2004年，她已首度代表國家遠赴歐洲，參加七至八月間進行的巡迴比賽；至2005年1月，她正式入選國家青年水球隊，出戰珀斯舉行的第六屆世界少年水球錦標賽，並助球隊贏得季軍。
往後，比兹沃斯獲國家隊提拔，需同時兼顧成年隊及青年隊的比賽。2006年，她入選國家隊名單出戰中國天津舉行的女子水球世界盃賽事，最後助球隊奪得冠軍。2007年，她又以20歲以下國家隊隊長的身份，代表澳大利亞參加葡萄牙波圖舉行的國際泳聯U20世界水球錦標賽，並帶領球隊贏得冠軍。

### 出戰奧運會
2008年，20歲的比兹沃斯代表澳大利亞參加北京舉行的奥林匹克运动会女子水球比賽。她在個人的奧運處女戰中表現出色，獨取四球助球隊以8比6擊敗希臘隊。
最終，她與隊友們在季軍戰中以12比11擊敗匈牙利隊，以銅牌的成績完成首次奧運之旅。
2012年，比兹沃斯再次入選澳大利亞奧運代表隊，參加英國倫敦舉行的奥林匹克运动会女子水球比賽，她與隊友再次在铜牌争夺赛中力克匈牙利队，贏得銅牌。

## 個人生活

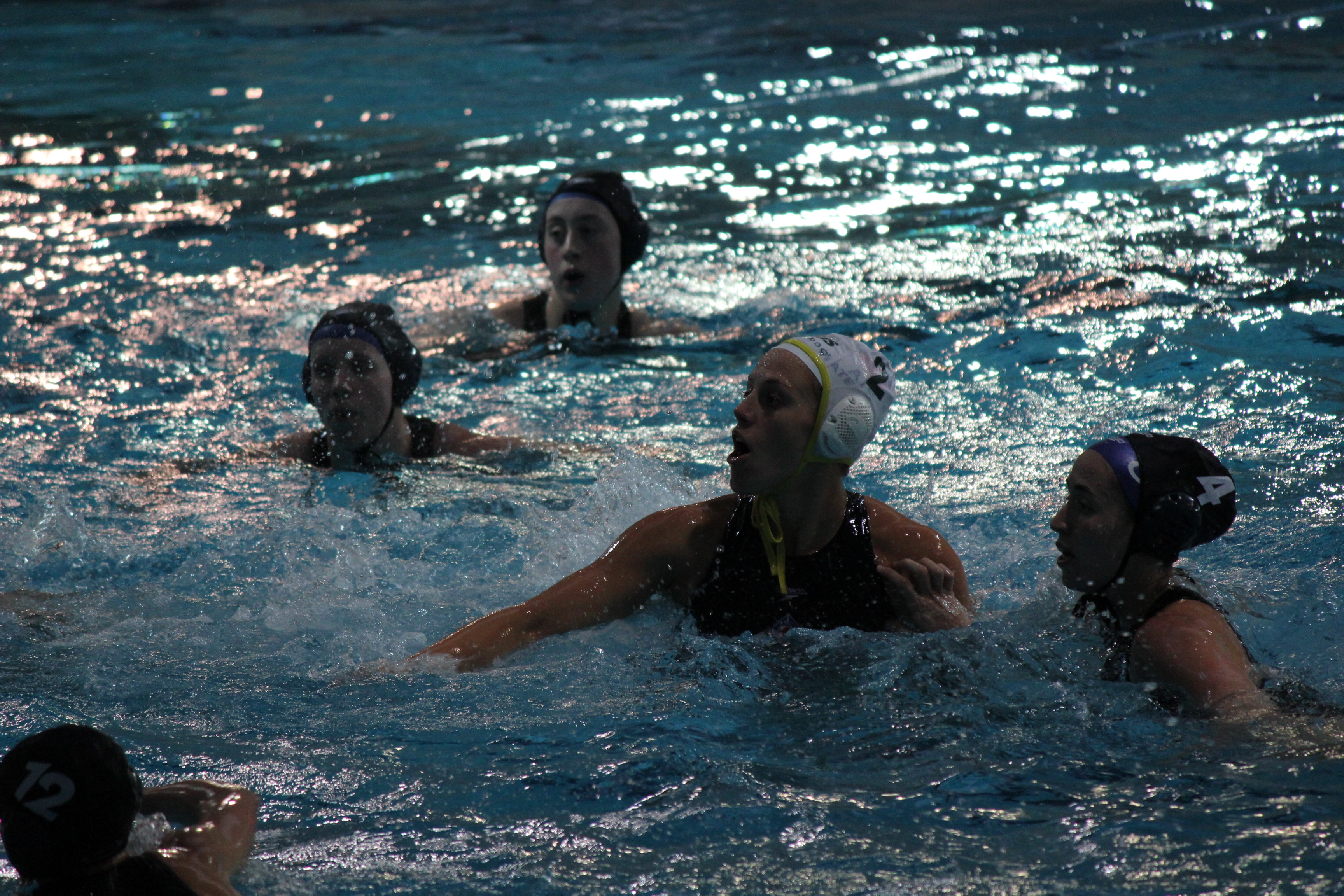
杰玛·比兹沃斯（白帽 2號者）代表國家隊參加比賽（攝於 2012年2月）

比兹沃斯的中、小學時期都在西澳大利亞州的圣希尔达圣公会女子学校（英語：St Hilda's Anglican School for Girls）就讀，其後在科廷科技大學修讀商業學位課程，畢業後從事地產收購方面的研究分析工作。
她的胞兄杰米·比兹沃斯（英語：Jamie Beadsworth）同為水球運動員，兄妹二人曾一同代表澳大利亞參加2008年北京奥运会水球比賽。